# Filipe, Duque de Edimburgo
Filipe, Duque de Edimburgo, nascido Filipe da Grécia e Dinamarca e depois chamado Filipe Mountbatten, em inglês: Philip Mountbatten; (Corfu, 10 de junho de 1921 – Windsor, 9 de abril de 2021), foi o marido e Consorte Real da Rainha Isabel II do Reino Unido. De 1947 até 2021, ele possuiu o título de Duque de Edimburgo, pelo qual era mais conhecido, e recusou o título de Príncipe Consorte quando sua esposa se tornou rainha em 1952. Filipe foi proclamado um príncipe britânico em 1957, e ao longo de 69 anos, ele se tornou o consorte com maior tempo de serviço na história da monarquia e da família real britânica.
Filipe nasceu na Grécia e era filho do príncipe André da Grécia e Dinamarca e da princesa Alice de Battenberg, sendo membro das famílias reais grega e dinamarquesa. Porém, ele foi expulso do país junto com seus pais enquanto ainda era um bebê, durante o Golpe de 1922. Depois de estudar na França, Inglaterra, Alemanha e Escócia, ingressou na Marinha Real Britânica em 1939, aos 18 anos. Em julho de 1939, ele começou a se corresponder com a princesa Isabel, de 13 anos, filha mais velha e suposta herdeira do rei Jorge VI. Durante a Segunda Guerra Mundial, serviu com distinção nas frotas britânicas do Mediterrâneo e do Pacífico.
No verão de 1946, o rei concedeu a Filipe permissão para se casar com Isabel. Antes do anúncio oficial de seu noivado em julho de 1947, Filipe renunciou a seus títulos e estilos reais gregos e dinamarqueses, tornou-se um súdito britânico naturalizado, abandonou a Igreja Ortodoxa Grega, converteu-se ao anglicanismo e adotou o sobrenome de seus avós maternos, Mountbatten. Ele casou-se com Isabel II a 20 de novembro de 1947. No dia anterior ao casamento, o rei concedeu a Filipe o estilo Sua Alteza Real. No dia do casamento, ele também foi nomeado Duque de Edimburgo, Conde de Merioneth e Barão de Greenwich. Filipe deixou o serviço militar ativo quando Isabel II subiu ao trono em 1952, tendo alcançado o posto de comandante. Filipe teve quatro filhos com Isabel: Carlos III, Ana, André e Eduardo. Em 1960, a rainha emitiu uma ordem britânica no Conselho, que declarou que ela e os descendentes de Filipe que não possuem títulos ou estilos reais podem usar o sobrenome Mountbatten-Windsor, que desde então também tem sido usado por membros titulados.
Fã do desporto, Filipe ajudou a desenvolver o evento equestre de condução de carruagens. Ele foi patrono, presidente ou membro de mais de 780 organizações, incluindo o World Wide Fund for Nature, e atuou como presidente do The Duke of Edinburgh's Award, um programa de prémios para jovens de 14 a 24 anos. Filipe é o membro masculino mais longevo da família real britânica. Ele aposentou-se dos seus deveres reais a 2 de agosto de 2017, aos 96 anos, tendo completado 22.219 compromissos solo e 5.493 discursos desde 1952. Filipe morreu no dia 9 de abril de 2021 no Castelo de Windsor, aos 99 anos.

## Início de vida e educação
Filipe nasceu na vila de Mon Repos na ilha de Corfu, Grécia, no dia 10 de junho de 1921, sendo o quinto filho e único menino do príncipe André da Grécia e Dinamarca e da princesa Alice de Battenberg. Membro da Casa de Glücksburg, a casa governante da Dinamarca, ele era um príncipe da Grécia e da Dinamarca em virtude de sua descendência patrilinear do rei Jorge I da Grécia e do rei Cristiano IX da Dinamarca; ele estava desde o nascimento na linha de sucessão para ambos os tronos. Suas quatro irmãs mais velhas eram Margarida, Teodora, Cecília e Sofia. Ele foi batizado na Igreja Ortodoxa Grega, com seus padrinhos sendo sua avó paterna a rainha Olga e Alexander S. Kokotos, prefeito de Corfu representando toda a comunidade da ilha.
Seu avô materno o príncipe Luís de Batemberga, então conhecido como Luís Mountbatten, 1.º Marquês de Milford Haven, morreu em Londres pouco depois do nascimento de Filipe. Luís era um cidadão britânico naturalizado que, após uma carreira na Marinha Real Britânica, havia renunciado seus títulos germânicos e adotado o sobrenome de Mountbatten durante a Primeira Guerra Mundial. Filipe e sua mãe visitaram Londres para o funeral e logo em seguida voltaram para a Grécia, onde André tinha permanecido por estar comandando uma divisão do exército durante a Guerra Greco-Turca. A guerra seguiu mal para a Grécia, com os turcos conseguindo grandes vitórias. O rei Constantino I, tio de Filipe, foi forçado a abdicar do trono em 22 de setembro de 1922 e o novo governo militar prendeu André junto com vários outros. Georgios Hatzianestis, comandante do exército grego, e outros cinco políticos proeminentes foram executados dias depois. Acreditava-se que a vida de André estava em perigo, com Alice estando sob vigilância. Uma corte revolucionária por fim baniu o príncipe e sua família pelo restante de suas vidas em dezembro. O cruzador rápido britânico HMS Calypso evacuou a família de André do país, com Filipe, então com dezoito meses de vida, sendo carregado em um berço feito a partir de caixas de frutas. Eles foram para a França, onde se estabeleceram na comuna de Saint-Cloud perto de Paris em uma casa emprestada por sua tia, a princesa Maria Bonaparte. Por ter deixado a Grécia ainda quando bebê, Filipe tinha pouco conhecimento da língua grega.
Filipe começou sua educação em uma escola americana em Paris dirigida por Donald MacJannet, que descreveu o príncipe como um menino "áspero, efusivo … mas sempre incrivelmente educado". Ele foi enviado para o Reino Unido em 1930 a fim de estudar na Escola Cheam, vivendo junto com sua avó materna a princesa Vitória de Hesse e Reno no Palácio de Kensington e com seu tio Jorge Mountbatten, 2.º Marquês de Milford Haven, na Mansão Lynden em Bray, Berkshire. Nos três anos seguintes suas quatro irmãs se casaram com nobres germânicos e foram viver na Alemanha, com sua mãe sendo colocada em um sanatório ao ser diagnosticada com esquizofrenia paranoide e seu pai indo morar em um pequeno apartamento em Monte Carlo. Pelo restante de sua infância, Filipe teve pouco contato com Alice. Ele foi enviado em 1933 para a Escola do Castelo de Salem porque tinha a "vantagem de se economizar taxas escolares" por ser propriedade de Bertoldo, Marquês de Baden e marido de sua irmã Teodora. Kurt Hahn, o fundador judeu de Salem, fugiu da Alemanha por causa da ascensão do nazismo e fundou a escola Gordonstoun na Escócia. Filipe foi para Gordonstoun após dois semestres em Salem. Sua irmã Cecília, o marido dela Jorge Donatus, Grão-Duque Herdeiro de Hesse-Darmstadt, os dois filhos meninos do casal e a mãe de Donatus a princesa Leonor de Solms-Hohensolms-Lich, morreram em 1937 em um acidente aéreo perto de Oostende, Bélgica; Filipe tinha dezesseis anos e compareceu ao funeral em Darmstadt. Seu tio o Marquês de Milford Haven morreu um ano depois de câncer.

## Carreira militar

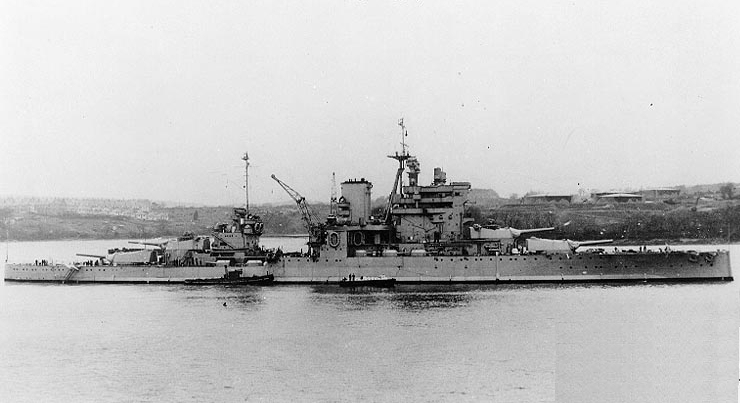
O HMS Valiant, um dos navios em que Filipe serviu durante a guerra

Filipe deixou Gordonstoun em 1939 e se juntou à Marinha Real Britânica, se formando no ano seguinte na Real Escola Naval em Dartmouth como o melhor cadete de sua turma. Ele continuou servindo com as forças britânicas durante a Segunda Guerra Mundial enquanto dois de seus cunhados, Bertoldo e o príncipe Cristóvão de Hesse-Cassel, lutaram no lado alemão. Ele foi comissionado aspirante de marinha em janeiro de 1940, passando quatro meses no couraçado HMS Ramillies protegendo comboios da Força Expedicionária Australiana no oceano Índico, seguido por designações mais curtas no HMS Kent, HMS Shropshire e no Ceilão (atual Sri Lanka). Filipe acabou transferido para o HMS Valiant na Frota do Mediterrâneo depois da invasão italiana da Grécia em outubro de 1940.
Filipe se envolveu em vários confrontos durante a guerra, como na Batalha de Creta e na Batalha do Cabo Tênaro, em que ele foi mencionado nos despachos por suas ações no controle dos holofotes. Ele também recebeu a Cruz de Guerra grega por bravura. Deveres menos gloriosos incluíram alimentar as caldeiras do navio de transporte RMS Empress of Russia. O príncipe foi promovido a subtenente após uma série de cursos em Portsmouth, em que ele conseguiu nota máxima em quatro das cinco seções do exame de qualificação. Filipe foi designado em junho de 1942 para o contratorpedeiro HMS Wallace, que se envolveu na escolta de comboios pela costa britânica e na invasão aliada da Sicília.
Ele foi promovido a tenente em 16 de julho de 1942. Em outubro do mesmo ano ele se tornou aos 21 anos o primeiro tenente (segundo em comando) do Wallace, um dos mais jovens marinheiros a alcançar tal posição na história da Marinha Real. Filipe acabou salvando o navio e seus companheiros em julho de 1943 de um bombardeio aéreo durante a invasão da Sicília: ele criou um plano de lançar uma jangada com fumos que acabou distraindo os aviões inimigos e permitiu que o Wallace fugisse sem ser percebido. No ano seguinte o príncipe foi transferido para o HMS Whelp, onde serviu junto da Frota Britânica do Pacífico na 27ª Flotilha de Contratorpedeiros. Filipe esteve presente na baía de Tóquio quando o instrumento de rendição do Japão foi assinado. Ele voltou para o Reino Unido em janeiro de 1946 a bordo do Whelp, sendo em seguida postado como instrutor no HMS Royal Arthur da Escola de Suboficiais em Corsham, Wiltshire.

## Casamento
O rei Jorge VI do Reino Unido e sua esposa a rainha Isabel Bowes-Lyon visitaram a Real Escola Naval de Dartmouth em 1939. Durante a visita, a rainha e tio de Filipe, lorde Luís Mountbatten, pediram que o príncipe acompanhasse as duas filhas do rei, as princesas Isabel e Margarida. Elas eram suas primas de terceiro grau através da rainha Vitória do Reino Unido (mãe do bisavô de Isabel, o rei Eduardo VII do Reino Unido, e da bisavó de Filipe, a princesa Alice do Reino Unido), e de segundo grau uma vez removidas pelo rei Cristiano IX da Dinamarca (pai da bisavó de Isabel, Alexandra da Dinamarca, e do avô paterno de Filipe, o rei Jorge I da Grécia).

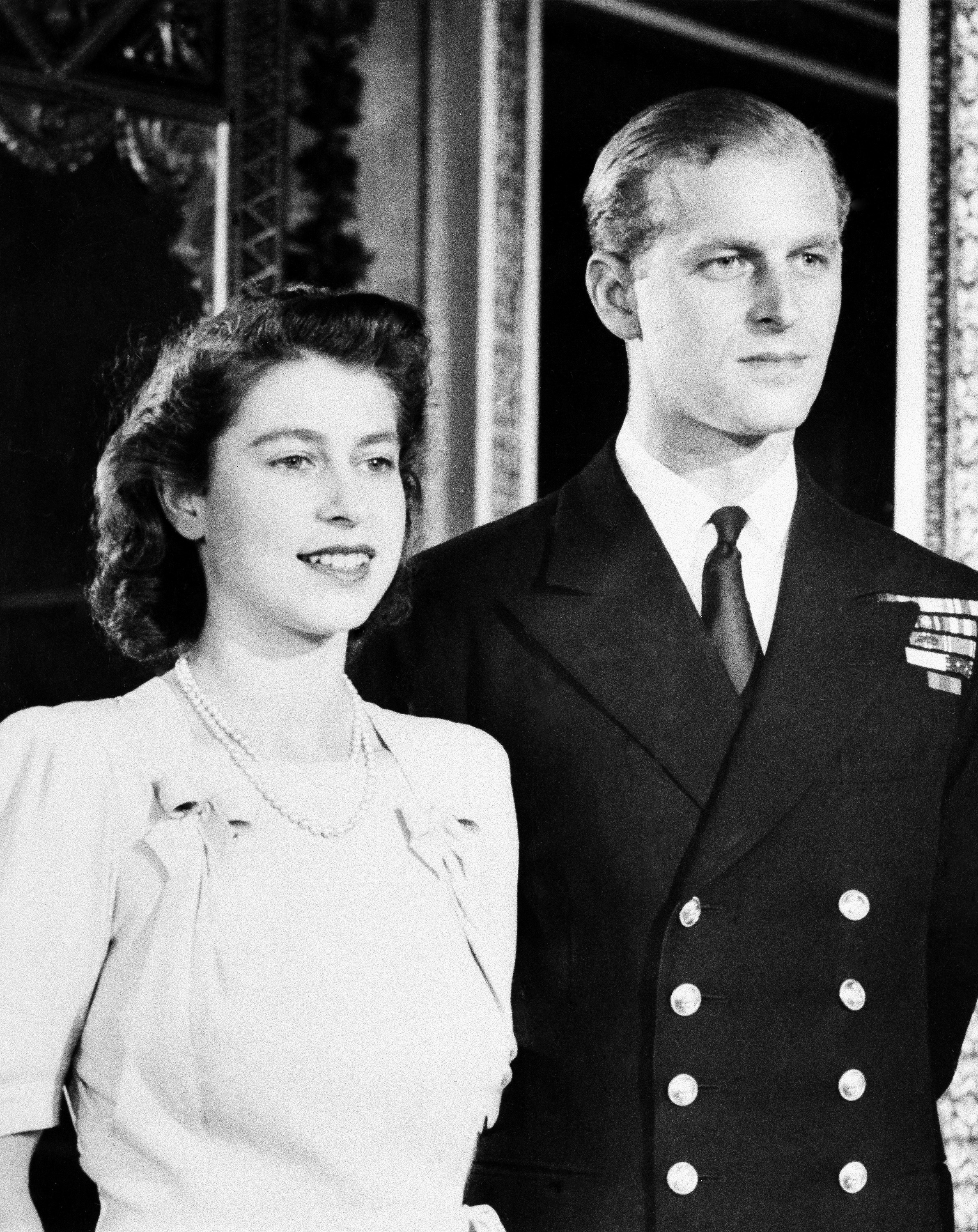
O príncipe Filipe com a então princesa Isabel em setembro de 1947.

Isabel, então com apenas treze anos de idade, logo se apaixonou por Filipe e os dois começaram a se corresponder por cartas com o consentimento do rei. Depois da guerra o príncipe pediu a Jorge em 1946 a mão de sua filha em casamento. O rei aceitou o pedido, contanto que qualquer compromisso oficial fosse adiado até o aniversário de 21 anos de Isabel em abril do ano seguinte. Filipe abandonou seus títulos grego e dinamarquês em fevereiro de 1947 e adotou o sobrenome Mountbatten de sua família materna, sendo também naturalizado um cidadão britânico apesar de legalmente já ser um como descendente de Sofia de Hanôver. O noivado foi anunciado oficialmente em 10 de julho. Apesar dele aparentemente "sempre ter se considerado um anglicano", tendo inclusive comparecido a serviços anglicanos junto com seus colegas de classe e parentes, Geoffrey Fisher, o Arcebispo da Cantuária, queria "regularizar" a posição de Filipe ao oficialmente recebê-lo na Igreja Anglicana, o que aconteceu em outubro. Jorge concedeu a Filipe o estilo de "Sua Alteza Real" um dia antes do casamento e no dia seguinte lhe deu os títulos de Duque de Edimburgo, Conde de Merioneth e Barão Greenwich.

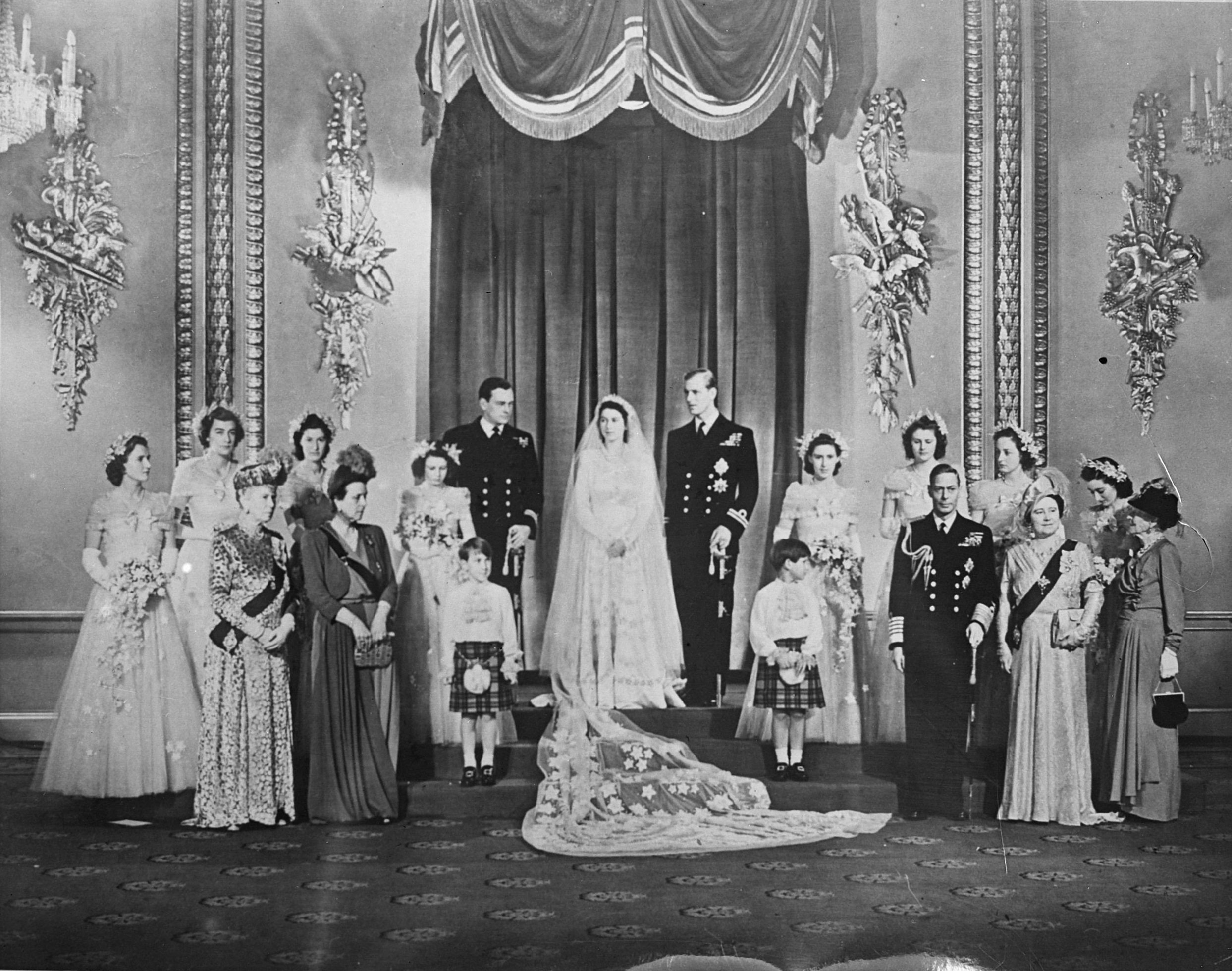
Isabel no Palácio de Buckingham com o marido Filipe após o casamento, juntos a suas famílias, novembro de 1947

Filipe e Isabel se casaram em uma cerimônia realizada na Abadia de Westminster no dia 20 de novembro de 1947, gravada e transmitida pela BBC para mais de duzentas milhões de pessoas ao redor do mundo. Entretanto, não era aceitável no Reino Unido pós-guerra que qualquer um dos parentes germânicos do duque fossem convidados para o casamento, incluindo suas três irmãs ainda vivas, todas casadas com príncipes germânicos, alguns dos quais tendo conexões nazistas. O casal logo em seguida passou a morar na Casa Clarence em Londres e pouco depois tiveram seus dois primeiros filhos: príncipe Carlos em 1948 e princesa Ana em 1950.
O duque voltou para a marinha depois da lua de mel, primeiro em um trabalho de escritório no Almirantado Britânico e depois no quadro de funcionários da Real Escola Naval em Greenwich. A partir de 1949 ele foi designado como primeiro tenente do HMS Chequers, navio líder do 1º Esquadrão Contratorpedeiro da Frota do Mediterrâneo, residindo na Vila Guardamangia em Malta. Filipe foi promovido a tenente-comandante em 16 de julho de 1950 e colocado no comando da fragata HMS Magpie. Dois anos depois ele foi promovido a comandante, porém sua carreira militar ativa havia terminado em julho de 1951.
A saúde de Jorge VI estava piorando cada vez mais e Isabel e Filipe foram nomeados para o Conselho Privado em 4 de novembro de 1951. O casal realizou uma viagem de ponta a ponta do Canadá e em janeiro de 1952 partiram para uma nova viagem desta vez pela Commonwealth. O rei morreu em 6 de fevereiro de 1952 e Isabel ascendeu ao trono enquanto o casal estava no Quênia, com Filipe contando as notícias para a esposa. A viagem foi cancelada e eles imediatamente voltaram para o Reino Unido.

## Consorte real

### Casa real

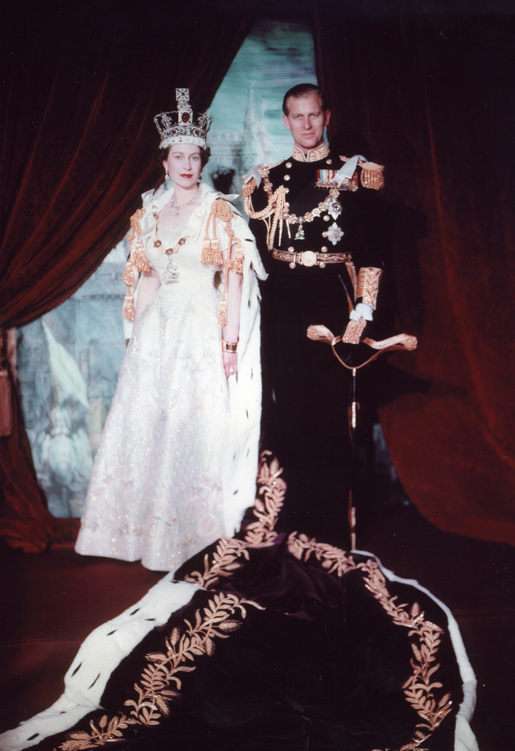
Retrato de coroação de Isabel junto com Filipe, junho de 1953

A ascensão de Isabel levantou a questão do nome da casa real britânica. Luís Mountbatten defendeu que o nome deveria passar a ser Casa de Mountbatten, já que Isabel tradicionalmente teria assumido o sobrenome do marido ao se casarem; entretanto, a rainha Maria de Teck, viúva do rei Jorge V e avó paterna de Isabel, soube sobre a sugestão e informou o primeiro-ministro Winston Churchill, que aconselhou a nova rainha a emitir uma proclamação declarando que a casa real permaneceria sendo conhecida como a Casa de Windsor. A forte antipatia pessoal de Churchill com lorde Mountbatten, quem ele considerava um rival perigoso e subversivo que tinha perdido a Índia, pode ter contribuído para isso. O duque reclamou particularmente: "Eu não passo de uma maldita ameba. Sou o único homem no país que não tem permissão de dar seu nome aos próprios filhos".
Anos depois da morte da rainha Maria e da renúncia de Churchill, Isabel emitiu em 8 de fevereiro de 1960 uma Ordem em Conselho declarando que o sobrenome de todos os descendentes da rainha e do duque na linhagem masculina que não possuem o estilo de Alteza Real, ou tenham o título de príncipe ou princesa, seria Mountbatten-Windsor. Apesar de parecer que Isabel estava "absolutamente estabelecida em seu coração" sobre tal mudança e que a tinha em mente há algum tempo, ela ocorreu apenas onze dias antes do nascimento do príncipe André em 19 de fevereiro, e apenas três meses depois de uma prolongada correspondência entre o especialista constitucional Edward Iwi (que declarou que, sem tal alteração, a criança real nasceria com "o Emblema da Bastardia") e o primeiro-ministro Harold Macmillan (que tentou sem sucesso repelir Iwi).
A rainha também anunciou pouco depois de sua ascensão que Filipe teria "posição, preeminência e precedência" logo depois dela "em todas as ocasiões e em todas as reuniões, exceto onde estabelecido o contrário por Ato do Parlamento". Isso significa que o duque assumiu precedência sobre seu filho mais velho, o Príncipe de Gales, exceto oficialmente dentro do parlamento britânico. Entretanto, Filipe comparece ao parlamento apenas quando acompanha Isabel para a anual Cerimônia de Abertura, onde ele caminha e se senta ao seu lado.
Contrário a diversos rumores ao longo dos anos, confidentes afirmaram que Isabel e Filipe sempre mantiveram uma relação forte durante todo seu casamento, apesar dos desafios do reinado. De fato, a rainha declarou durante um discurso celebrando seu aniversário de cinquenta anos de casamento em 1997 que o duque "tem sido, simplesmente, minha força e apoio todos esses anos, e eu, e toda sua família, e este e muitos outros países, temos com ele uma dívida muito maior que ele nunca reivindicaria ou que nós jamais saberemos".

### Caridades e patrocínios

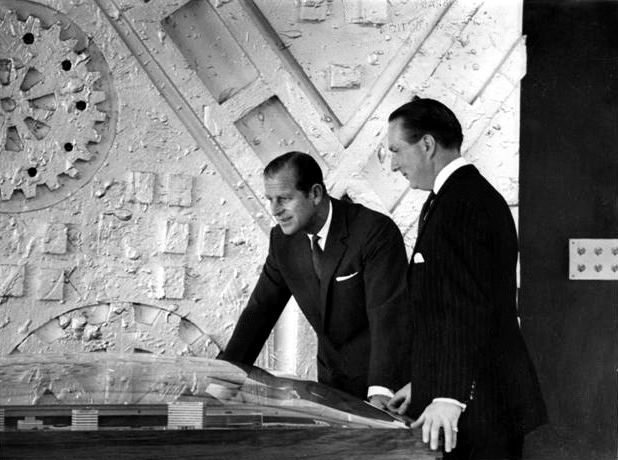
O príncipe Filipe na inauguração da Salford University, 1967

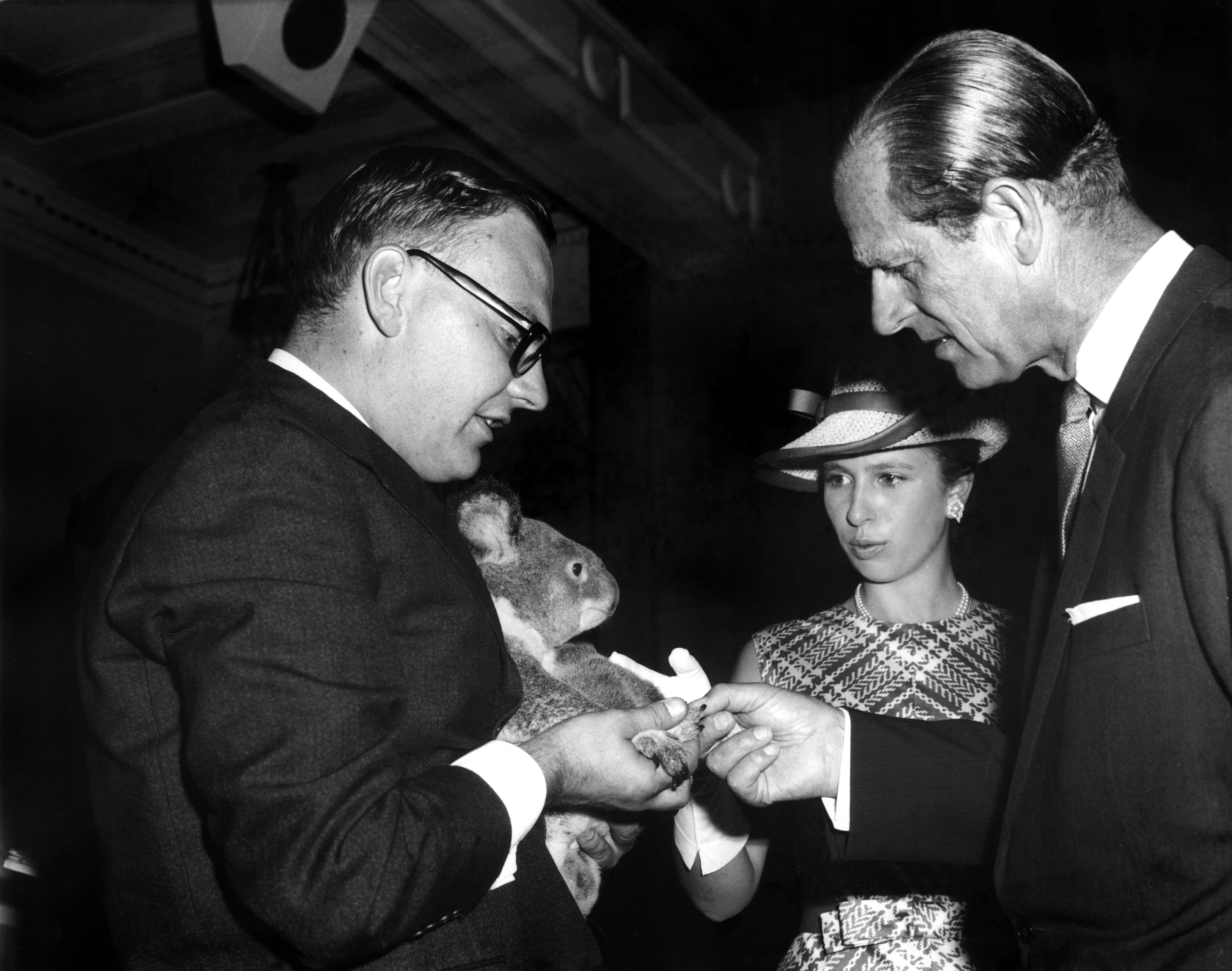
O príncipe Filipe e sua filha, a princesa Ana, em um centro de cuidado animal na Austrália, 1970

Filipe foi patrono de cerca de 800 organizações, especialmente focadas no meio ambiente, indústria, esporte e educação. Seu primeiro compromisso solo como Duque de Edimburgo foi em março de 1948, apresentando prêmios nas finais de boxe da London Federation of Boys' Clubs no Royal Albert Hall. Ele foi presidente da National Playing Fields Association (agora conhecida como Fields in Trust) por 64 anos, de 1947 até seu neto, o príncipe Guilherme, assumir o cargo em 2013. Ele foi nomeado membro da Royal Society em 1951. Em 1952, tornou-se patrono da The Industrial Society (desde então renomeada The Work Foundation). No mesmo ano e após a morte de seu sogro, ele assumiu o papel de Ranger do Windsor Great Park, supervisionando sua proteção e manutenção. De 1955 a 1957, ele foi presidente da The Football Association e serviu dois mandatos como presidente do Marylebone Cricket Club, com seus mandatos começando em 1949 e 1974, respectivamente. Na mesma década, ele se tornou o primeiro patrono do Lord's Taverners, uma instituição de caridade para jovens de críquete e esportes para deficientes, para a qual organizou eventos de arrecadação de fundos.
Entre 1959 e 1965, o príncipe Filipe foi o presidente do BAFTA. Ele ajudou a fundar a Australian Conservation Foundation em 1963 e o World Wildlife Fund em 1961 e serviu como presidente do Reino Unido de 1961 a 1982, presidente internacional de 1981 e presidente emérito de 1996. Ele também foi presidente da Zoological Society of London por duas décadas e foi nomeado membro honorário em 1977. Apesar de seu envolvimento em iniciativas de conservação da natureza, ele também foi criticado por práticas como a caça à raposa e o tiroteio de aves de caça e a morte de um tigre na Índia em 1961. Ele foi presidente da Federação Equestre Internacional de 1964 a 1986, e serviu como chanceler das universidades de Cambridge, Edimburgo, Salford e País de Gales. Em 1965, por sugestão do primeiro-ministro Harold Wilson, Filipe tornou-se presidente de um esquema criado para premiar inovações industriais, que mais tarde ficou conhecido como Prêmios da Rainha para Empresas. No mesmo ano, Filipe tornou-se presidente do Conselho de Instituições de Engenharia e, nessa qualidade, ajudou na criação da Fellowship of Engineering (mais tarde Royal Academy of Engineering), da qual mais tarde se tornou o membro sênior. Ele também encomendou o Prince Philip Designers Awards e a Medalha Príncipe Filipe para reconhecer designers e engenheiros com contribuições excepcionais. Em 1970, ele esteve envolvido com a fundação do The Maritime Trust para restaurar e preservar navios históricos britânicos. Em 2017, a British Heart Foundation agradeceu ao príncipe Filipe por ser seu patrono por 55 anos, período durante o qual, além de organizar angariações de fundos, ele "apoiou a criação de nove centros de excelência financiados pela BHF". Ele era um membro honorário do St Edmund's College, Cambridge.

### Deveres oficiais
Como consorte da rainha, Filipe apoiou sua esposa em todas suas funções como soberana, acompanhando-a em diversas cerimônias como a Abertura do Parlamento, visitas a outros países e banquetes de estado. Como presidente da Comissão de Coroação, o duque se tornou o primeiro membro da família real britânica a voar em um helicóptero a fim de visitar tropas que fariam parte da cerimônia. A coroação de Isabel ocorreu em 2 de junho de 1953, porém Filipe não foi coroado também; ele se ajoelhou na frente da rainha segurando suas mãos e jurou ser seu "vassalo de vida e membro".

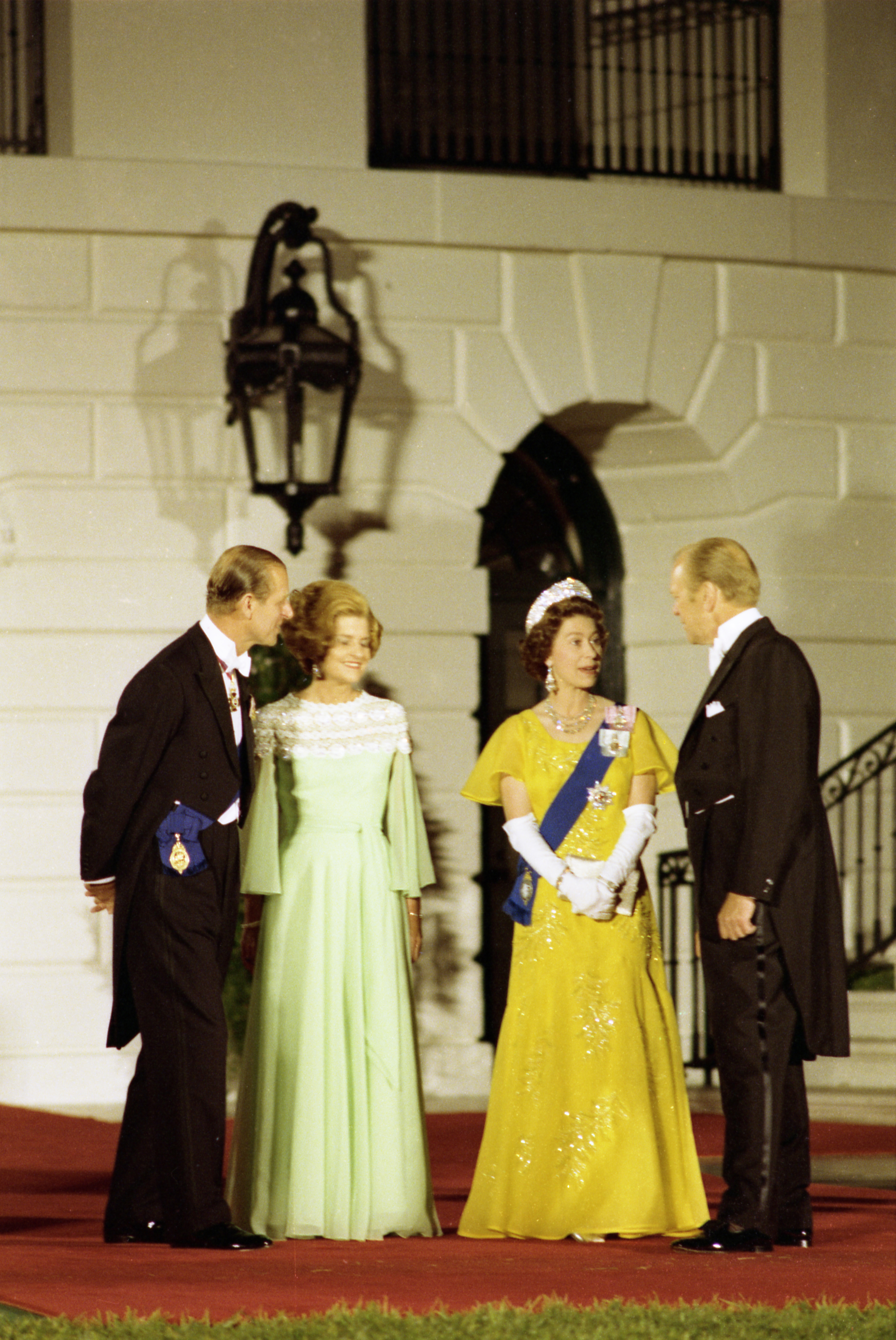
O príncipe Filipe e a rainha Isabel II com o presidente americano Gerald R. Ford e a primeira-dama Betty Ford na Casa Branca, 1976

No início da década de 1950, a princesa Margarida, irmã mais nova de Isabel e cunhada de Filipe, considerou no início da década de 1950 se casar com Peter Townsend, um homem mais velho e divorciado, com a imprensa acusando o duque de ser contrário à união. Ele reclamou dizendo que "Eu não fiz nada". Filipe realmente não tinha interferido, escolhendo permanecer distante da vida amorosa de outras pessoas. Posteriormente, Margarida e Townsend desistiram de seus planos juntos. Entre 1953 e 1954 durante seis meses, Filipe e Isabel viajaram pela Commonwealth, porém novamente Carlos e Ana permaneceram no Reino Unido. Filipe e Kurt Hahn fundaram em 1956 o Prêmio do Duque de Edimburgo com o objetivo de dar aos jovens "um sentimento de responsabilidade para consigo mesmos e suas comunidades". No mesmo ano ele também estabeleceu a Conferência de Estudos da Commonwealth. Filipe viajou ao redor do mundo entre 1956 e 1957 a bordo do recém comissionado iate real HMY Britannia, durante o qual ele oficialmente abriu os Jogos Olímpicos de Verão de 1956 em Melbourne, Austrália, e visitou a Antártida. Isabel e seus filhos permaneceram em casa. Na viagem de volta, Michael Parker, secretário particular do duque, foi processado por sua esposa para um divórcio. Assim como Townsend alguns anos antes, a imprensa britânica retratou o caso como um escândalo e posteriormente Parker teve de abrir mão de seu cargo. Ele mais tarde afirmou que Filipe foi muito apoiador e "a rainha foi maravilhosa do começo ao fim. Ela considerou o divórcio uma tristeza, não guardando ofensas". Isabel deu a Parker o título de "Comandante" da Real Ordem Vitoriana em uma demonstração pública de apoio.
Outros relatos da imprensa afirmavam que a rainha e o duque estavam se afastando, algo que enfureceu Filipe e consternou Isabel, que publicou uma negação contundente. Ela conferiu ao marido em 22 de fevereiro de 1957 o título e estilo de "Príncipe do Reino Unido"" através de carta-patente, restaurando sua posição principesca que ele havia formalmente renunciado dez anos antes. No mesmo dia foi declarado que ele passaria a ser conhecido como "Sua Alteza Real, o príncipe Filipe, Duque de Edimburgo". No mesmo ano em 14 de outubro ele foi nomeado para o Conselho Privado da Rainha para o Canadá, fazendo seu juramento diante de Isabel em Rideau Hall, a residência canadense do governador-geral e consequentemente do monarca. As observações que ele fez dois anos depois à Associação Médica Canadense sobre juventude e esporte foram tomadas como uma sugestão de que as crianças canadenses estavam fora de forma. Isso foi inicialmente considerado "sem tato", mas Filipe foi mais tarde admirado por seu incentivo à aptidão física. Enquanto no Canadá em 1969, Filipe falou sobre seus pontos de vista sobre o republicanismo: "É um equívoco completo imaginar que a monarquia existe no interesse do monarca. Não. Existe no interesse do povo. Se a qualquer momento alguma nação decidir que o sistema é inaceitável, então cabe a ela mudá-lo".
Em 1960, Filipe compareceu ao Eisteddfod Nacional de Gales vestindo uma longa túnica verde, onde foi iniciado como Ovate Honorário pelo Arquidruida de Gales Edgar Phillips através de seu nome de bardo Philip Meirionnydd, para refletir seu título de Conde de Merioneth. Em 1961, tornou-se o primeiro membro da família real a ser entrevistado na televisão, depois de ter aparecido no Panorama para responder a perguntas de Richard Dimbleby sobre a Commonwealth Technical Training Week, iniciativa da qual era patrono. Filipe, portanto, decidiu dedicar-se à causa das relações entre o homem e o meio ambiente. Tornou-se patrono de um número muito alto de organizações sobre esta questão, que em 2008 tinha atingido cerca de 800.

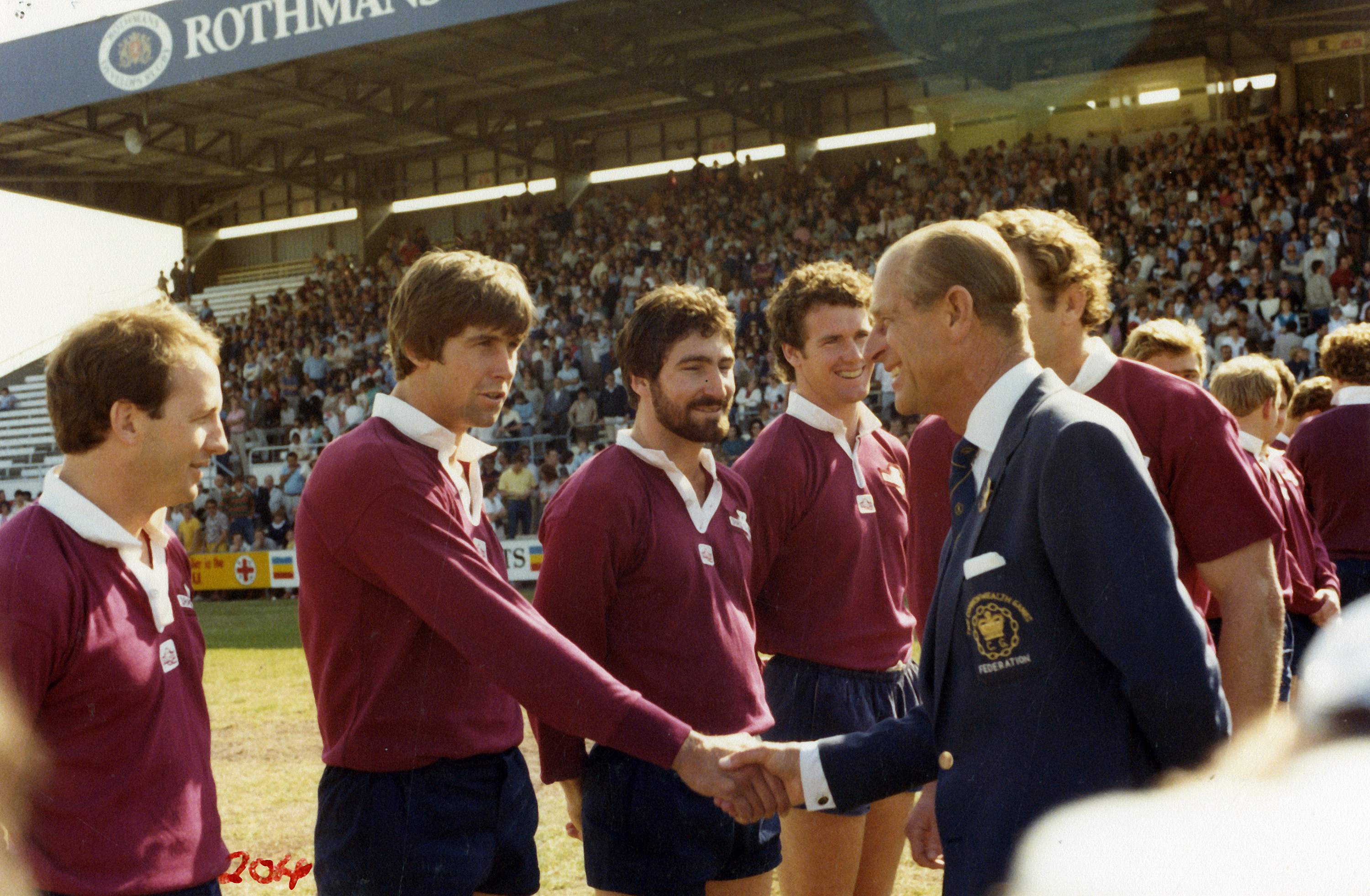
Filipe e a equipe Queensland Rugby Union nos Jogos da Commonwealth de 1982

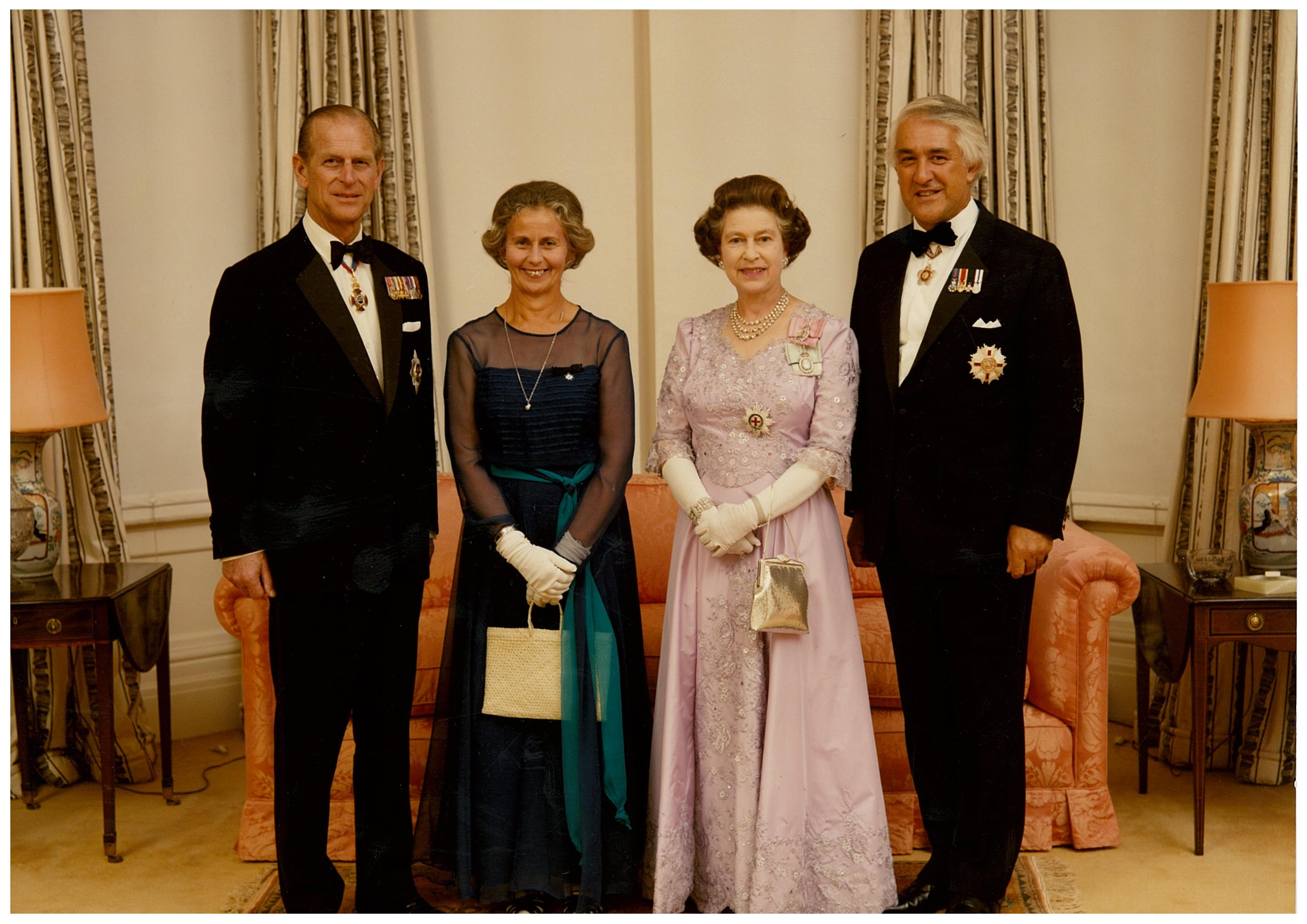
Filipe e Isabel II com o governador-geral australiano Paul Reeves e sua esposa Beverley Reeves, 1985

No início de 1980, Filipe escreveu para seu filho Carlos o aconselhando a se decidir sobre pedir Diana Spencer em casamento ou encerrar a relação entre os dois. O Príncipe de Gales se sentiu pressionado por seu pai a tomar uma decisão e assim acabou pedindo Diana em casamento em fevereiro, com a cerimônia ocorrendo seis meses depois. O casamento de Carlos e Diana ruiu por volta de 1992. Filipe e Isabel realizaram um encontro com o casal tentando alcançar algum tipo de reconciliação entre eles, porém sem sucesso. O duque depois escreveu para a Princesa de Gales expressando sua decepção sobre os relacionamentos extraconjugais tanto do filho quanto dela, pedindo para que Diana examinasse os comportamentos de ambos os lados a partir da perspectiva do outro. Ele foi direto e ela foi sensível, achando as cartas difíceis de ler, porém mesmo assim apreciando que Filipe havia agido com boas intenções. Diana e Carlos se separaram e se divorciaram oficialmente em 1996.
Diana morreu após um acidente de carro em Paris no dia 31 de agosto de 1997. Na época, grande parte da família real estava no Castelo de Balmoral na Escócia. Isabel e Filipe blindaram da imprensa seus netos os príncipes Guilherme e Henrique, filhos de Diana e Carlos, durante cinco dias em Balmoral, onde poderiam ficar de luto em particular. O isolamento da família real causou uma consternação pública, porém o humor geral do país mudou de hostilidade para respeito após uma transmissão realizada pela rainha em 5 de setembro. No funeral no dia seguinte, os filhos de Diana hesitaram sobre caminhar atrás do caixão da mãe durante a procissão. Filipe conversou com Guilherme e lhe disse que "Se você não caminhar, eu acredito que você irá se arrepender mais tarde. Se eu caminhar, você caminha comigo?". Dessa forma, Filipe, Carlos, Guilherme, Henrique e Charles Spencer, 9.º Conde Spencer e irmão mais velho de Diana, caminharam atrás do caixão da princesa pelas ruas de Londres. Pelos anos seguintes, Mohamed Al-Fayed, cujo filho Dodi Al-Fayed estava em um relacionamento com Diana e também morreu no acidente de carro, afirmou que Filipe havia ordenado a morte de Diana e que todo o acidente foi encomendado. Os inquéritos sobre a morte da Princesa de Gales se encerraram em 2008 e concluíram que não havia quaisquer indícios de uma conspiração.
Filipe recebia uma anuidade parlamentar, que desde 1990 era de 359 mil libras, que era utilizada para cobrir despesas oficiais realizadas no cumprimento de deveres públicos. Essa anuidade não foi afetada pela reforma das finanças reais ocasionadas pelo Decreto de Concessão do Soberano de 2011. Qualquer porção dessa pensão que não é utilizada em despesas oficiais está sujeita a impostos. Na prática, toda a anuidade é usada para financiar seus deveres oficiais. Sua fortuna pessoal foi estimada em 2001 como estando por volta de 28 milhões de libras. Durante o Jubileu de Ouro de Isabel II em 2002, Filipe foi homenageado por seus cinquenta anos como um príncipe-consorte magistralmente realizado, embora com algumas gafes e situações embaraçosas, que, no entanto, lhe rendeu o carinho de grande parte de seu povo.

### Longevidade

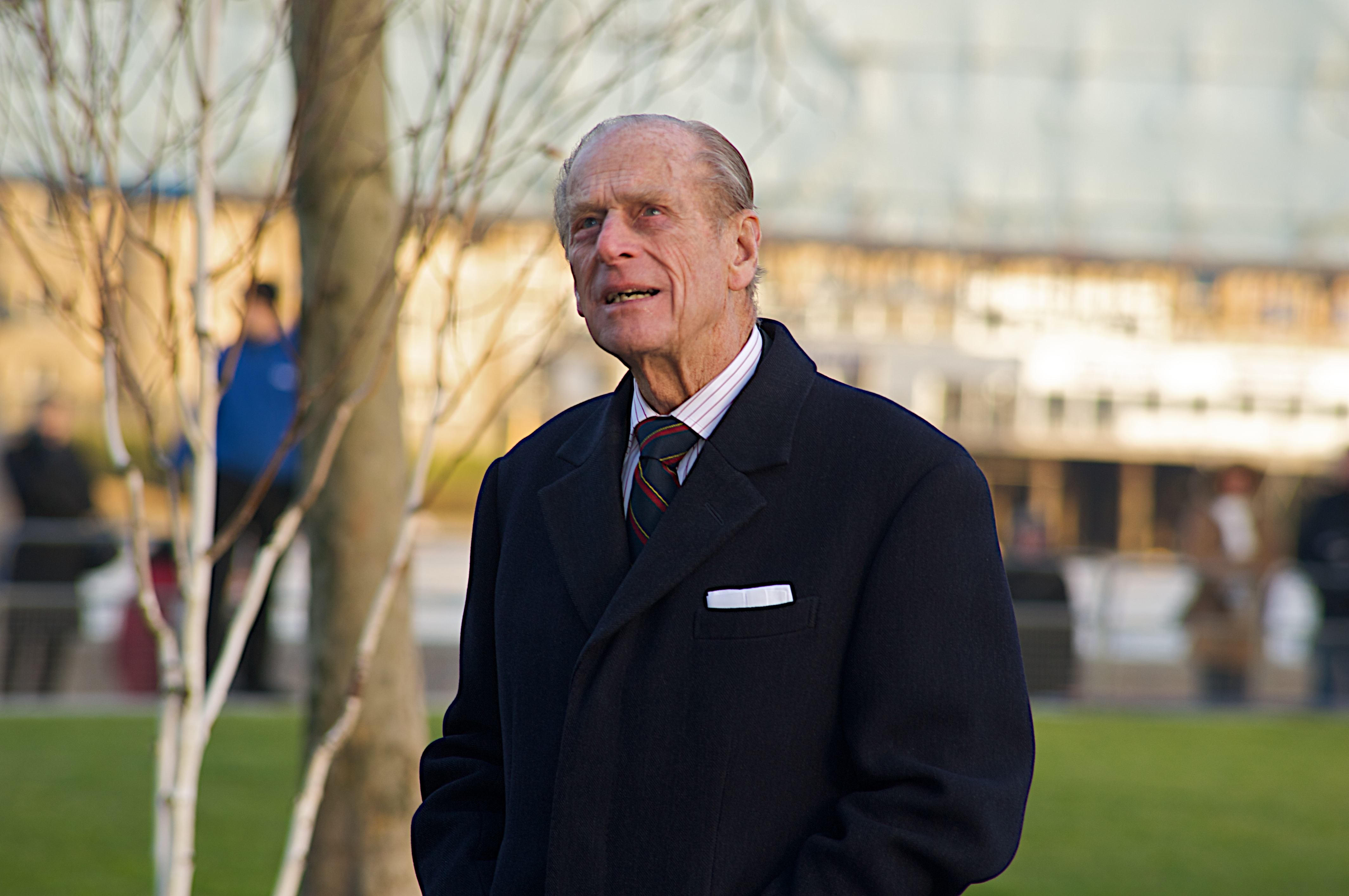
O príncipe Filipe em 2008

Em abril de 2009, Filipe se tornou o consorte real britânico mais antigo. Ele se tornou o membro da realeza britânica mais velho de todos os tempos em fevereiro de 2013 e o terceiro membro mais longevo da família real britânica (depois da princesa Alice, Duquesa de Gloucester e da rainha Isabel, A Rainha Mãe) em abril de 2019. Pessoalmente, ele não estava entusiasmado em viver uma vida extremamente longa, comentando em uma entrevista de 2000 (quando ele tinha 79 anos) que ele não podia "imaginar nada pior" e "não tinha nenhum desejo" de se tornar um centenário, dizendo "pedaços de mim já estão caindo".
O príncipe foi internado em abril de 2008 no Hospital Rei Eduardo VII para "avaliação e tratamento" de uma infecção no peito, entrando no hospital sem ajuda e sendo liberado três dias depois para se recuperar no Castelo de Windsor. O jornal Evening Standard relatou em agosto do mesmo ano que Filipe estava com câncer de próstata. O Palácio de Buckingham, que normalmente se recusa a comentar rumores sobre a saúde da família real, afirmou que a notícia era uma invasão de privacidade e emitiu uma declaração negando toda a história. O jornal voltou atrás no relato e admitiu que era falso.

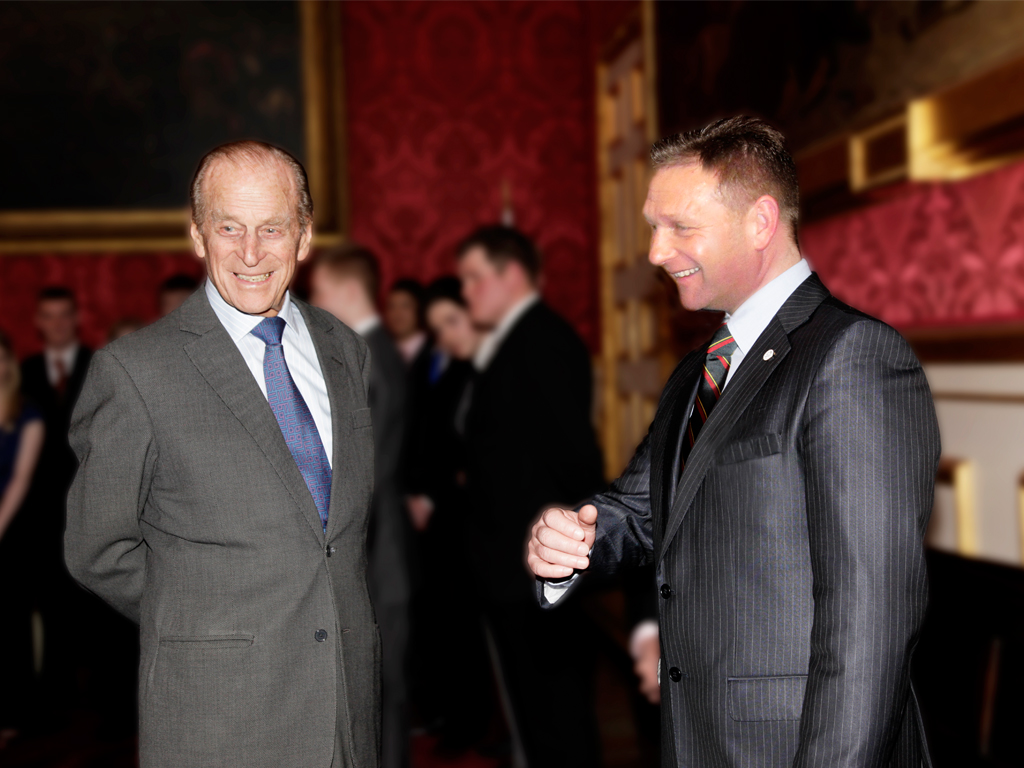
Filipe com o diplomata Colin Evans, 2010

Em entrevista em junho de 2011 para marcar seu aniversário de noventa anos, o príncipe disse que reduziria suas atividades e deveres oficiais, afirmando "eu fiz minha parte". Isabel lhe concedeu a posição de Lorde Grande Almirante para celebrar o aniversário. Filipe sentiu dores no peito em dezembro do mesmo ano enquanto estava na Casa Sandringham, sendo levado para o Papworth Hospital onde passou por uma angioplastia coronária bem sucedida, sendo librado no dia 27 de dezembro.
O duque adoeceu novamente em 4 de junho de 2012 em meio às celebrações do Jubileu de Diamante de sua esposa, sendo levado de Windsor para o King Edward VII Hospital em Londres sofrendo de uma infecção na bexiga. Ele recebeu alta no dia 9. A infecção voltou em agosto enquanto estava no Castelo de Balmoral e Filipe foi internado durante cinco dias por precaução na Enfermaria Real de Aberdeen. Quase um ano depois ele foi internado em Londres para uma cirurgia no abdômen, passando onze dias no hospital.

### Aposentadoria e últimos anos

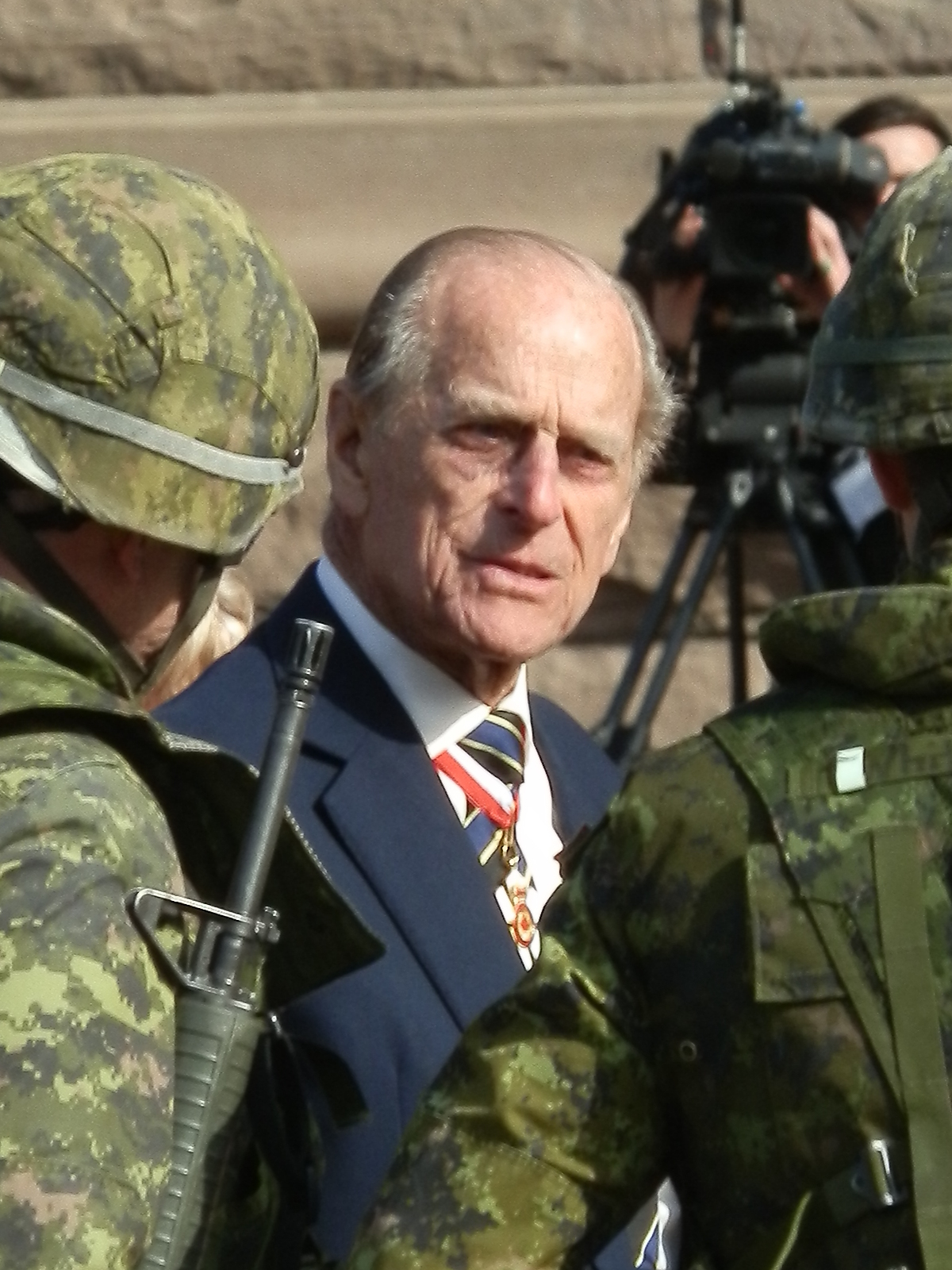
O príncipe Filipe com soldados do 3º Batalhão do Regimento Real Canadense, 2013

Em 04 maio de 2017, o Palácio de Buckingham anunciou que o Duque de Edimburgo se afastaria das suas funções públicas a partir do começo do outono daquele ano, em setembro de 2017. O comunicado, feito de forma repentina, gerou especulações quanto ao estado de saúde de Filipe. Filipe conheceu o Royal Marines em seu último compromisso público solo, aos 96 anos. Desde 1952, ele completou 22 219 compromissos solo. A primeira-ministra Theresa May agradeceu-lhe por "uma vida notável de serviço". Em 20 de novembro de 2017, ele comemorou seu 70.º aniversário de casamento com a rainha, o que fez dela a primeira monarca britânica a celebrar um aniversário de casamento de platina.
Em 3 de abril de 2018, Filipe foi internado no King Edward VII Hospital para uma cirurgia planejada no quadril, que ocorreu no dia seguinte. Isso aconteceu depois que o duque perdeu os cultos anuais do Domingo de Páscoa e Santa. Em 12 de abril, sua filha, a princesa Ana, passou cerca de 50 minutos no hospital e depois disse que seu pai estava "em boa forma". Ele recebeu alta no dia seguinte Em 19 de maio, seis semanas depois, ele compareceu ao casamento de seu neto, o príncipe Henrique com Meghan Markle e conseguiu andar com a rainha sem ajuda. Naquele outubro, ele acompanhou a rainha ao casamento de sua neta, a princesa Eugénia, com Jack Brooksbank, com o The Telegraph relatando que Filipe trabalha "acorde e veja como me sinto" ao decidir se participa ou não de um evento.

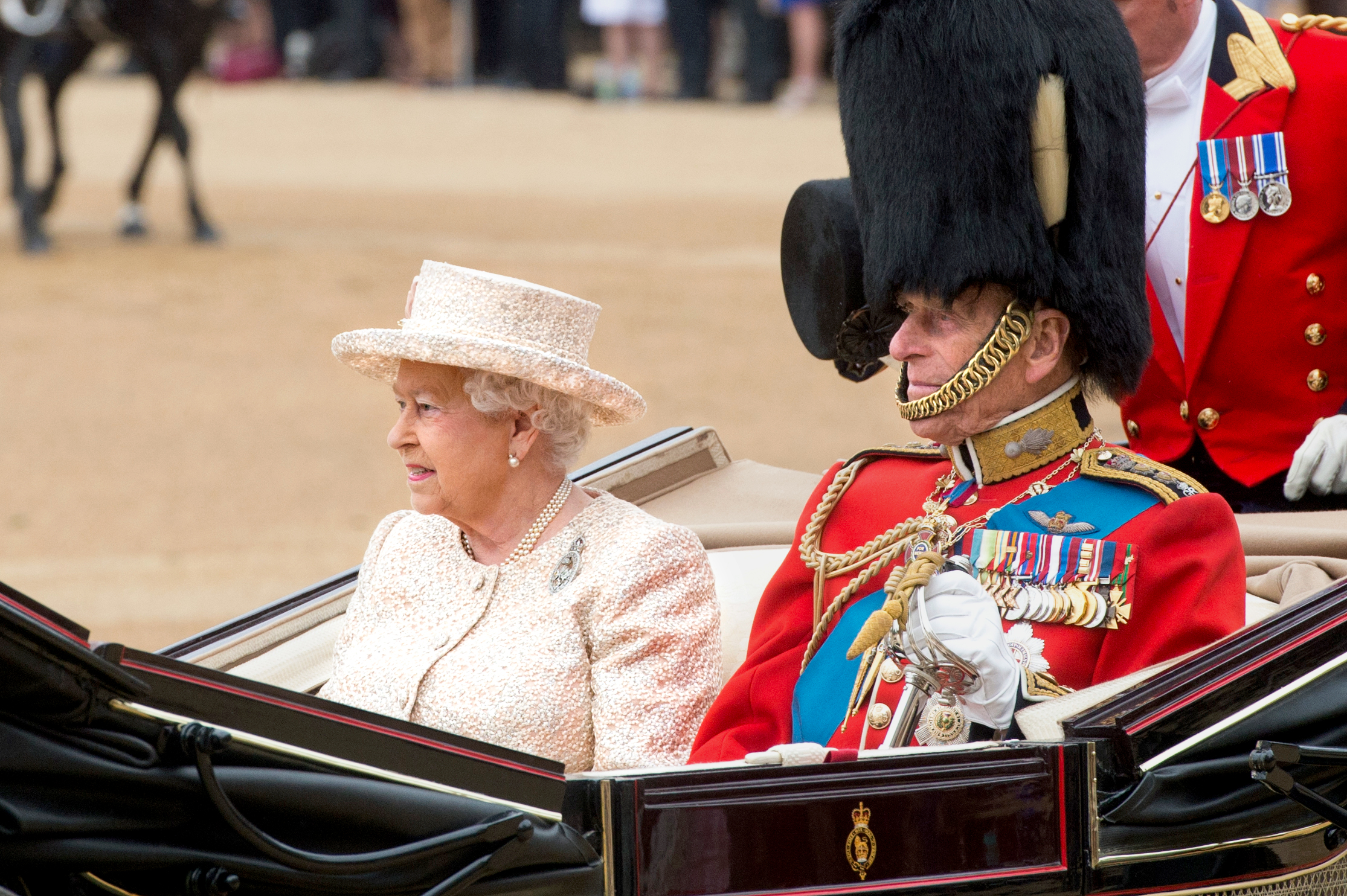
Filipe e Isabel II no Trooping the Colour de 2015

Em 17 de janeiro de 2019, aos 96 anos, o Duque de Edimburgo sofreu um acidente quando dirigia um automóvel. O automóvel do duque, um Land Rover Freelander, colidiu com um outro automóvel. O duque, conforme informações do Palácio de Buckingham, não sofreu nenhum ferimento, mas saiu deste acidente abalado e em estado de choque. Os ocupantes do outro carro eram duas mulheres e um bebê de nove meses. O bebê sofreu apenas ferimentos leves, mas a motorista quebrou o punho e, a outra ocupante, cortou o joelho, de acordo com informações da polícia local. Este acidente ativou um debate sobre idosos na direção de automóveis no Reino Unido. Alguns dias após o acidente, o duque entregou a sua carta de condução.
Em 9 de janeiro de 2021, Filipe e a rainha foram vacinados contra o COVID-19 por um médico no Castelo de Windsor. Em 16 de fevereiro de 2021, aos 99 anos, cerca de 5 meses antes de completar 100 anos, ele foi internado no King Edward VII Hospital para tratar, inicialmente, uma infecção. Em 1º de março, foi transferido para o hospital São Bartolomeu para cuidar de um problema cardíaco, e no dia 4 de março, o Palácio de Buckingham anunciou que ele tinha necessitado de uma cirurgia. Dias depois, ele voltou a ser transferido para o King Edward VII Hospital, onde teve alta em 16 de março de 2021, 28 dias depois da internação.

## Morte
O príncipe Filipe tinha saído do hospital a 16 de março, onde foi submetido a uma cirurgia por causa de problemas cardíacos, com os quais sofria há mais de 10 anos e, devido ao estado debilitado, faleceu na manhã de 9 de abril de 2021, aos 99 anos, no Castelo de Windsor, 2 meses antes de seu aniversário de 100 anos. Após a morte do duque, entrou em curso o plano "Operação Forth Bridge" para a gestão de eventos durante os dias de luto, começando com a publicação do aviso ao público, postado nos portões do Palácio de Buckingham. O texto foi preparado pelo Lord Chamberlain, em consulta com a rainha de antemão. No momento da publicação do aviso, todas as bandeiras do Palácio foram abaixadas para metade do mastro posição na qual ficaram até às 8h00 do dia seguinte ao funeral do duque. O velório e enterro de Filipe ocorreram na Capela de São Jorge, que fica no Castelo de Windsor, conforme pedido feito por ele em vida. O palácio disse que Filipe morreu pacificamente, o que foi confirmado por sua nora, a Duquesa de Edimburgo, que disse à imprensa, que foi " algo tão gentil. Foi como se alguém o pegasse pela mão e lá ele foi".

## Legado

### Interesses e hobbies

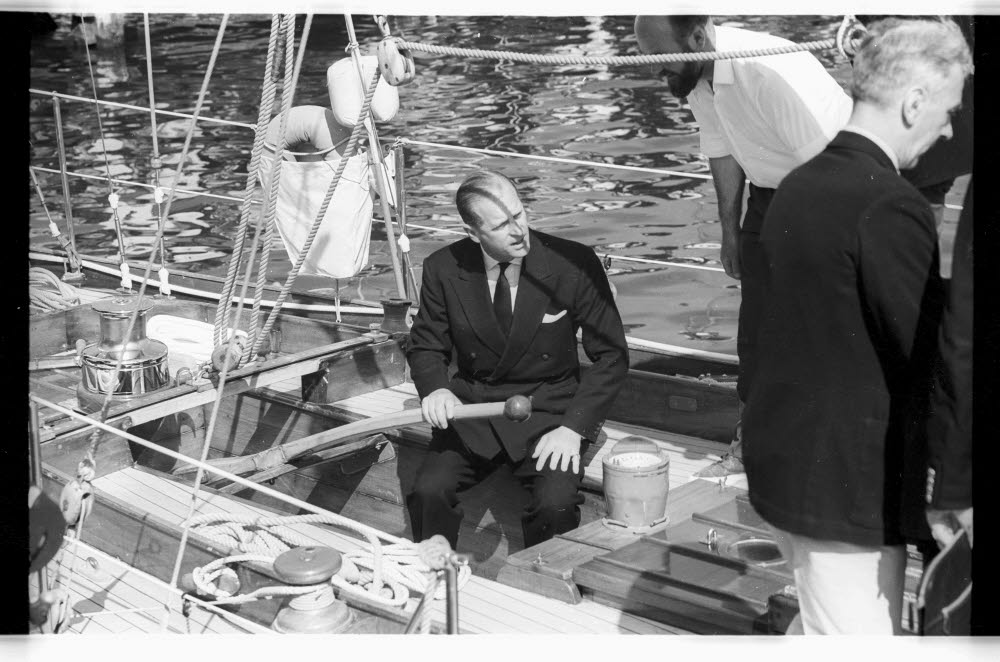
O príncipe Filipe (centro) a bordo do iate Bloodhound, 1966

O passatempo favorito do príncipe desde sua juventude era o polo, que ele continuou a praticar até a velhice. A partir de 1971, ele começou a se interessar em condução de carruagens e se tornou um esportista habilidoso, contribuindo também para a criação do primeiro manual de regras esportivas sobre o assunto. Filipe também era um velejador habilidoso, e em 1949 fez amizade com o designer de barcos e entusiasta da vela Uffa Fox em Cowes.

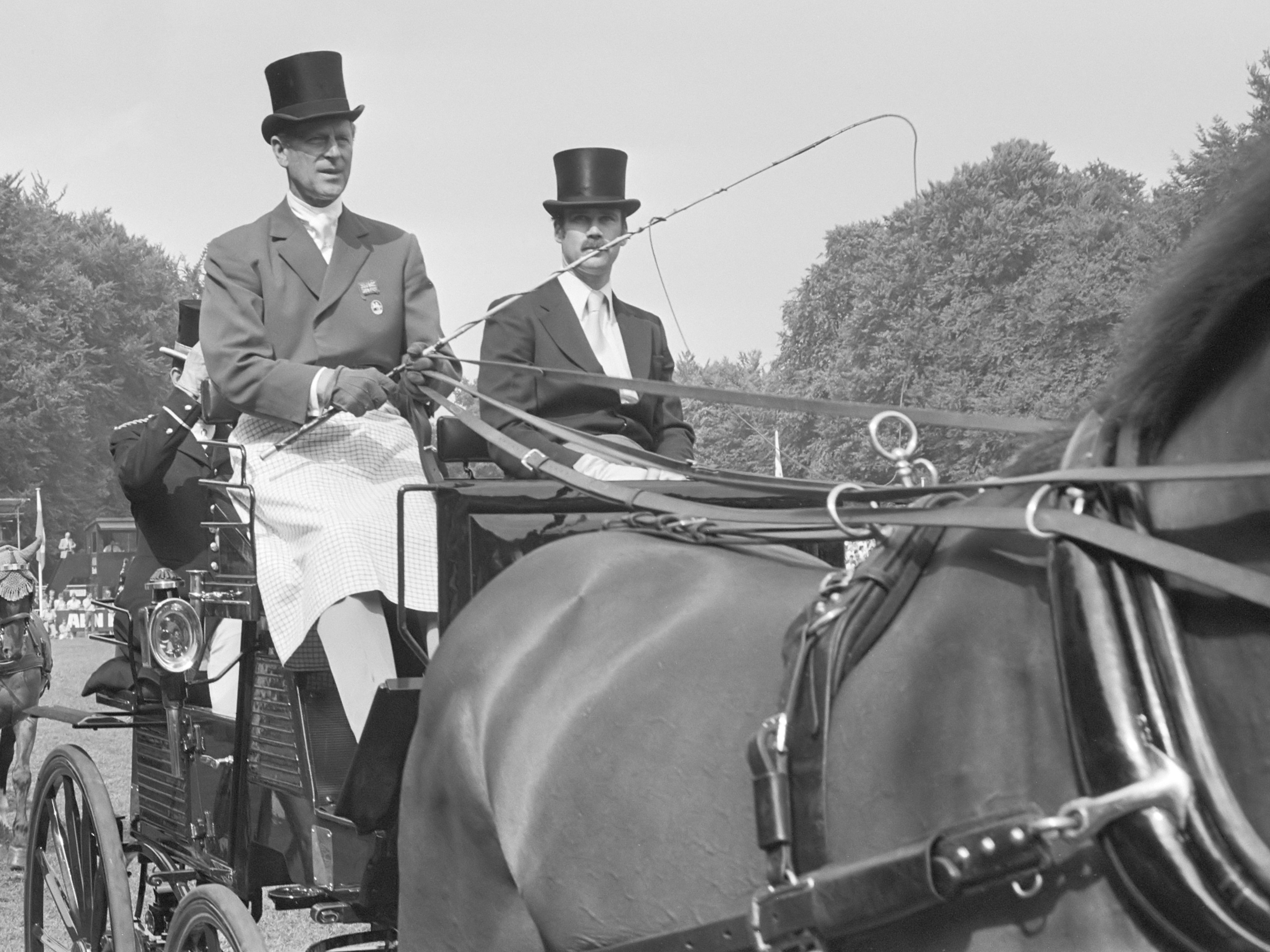
O príncipe Filipe conduzindo uma carruagem em 1982

O príncipe Filipe também foi um grande fã de voar ao longo de sua vida. Ele teve suas primeiras aulas em 1952 e aos 70 anos completou um total de 5 150 horas de voo. Em 1953 ele obteve a licença de piloto militar da Força Aérea Real em 1956, a de piloto de helicóptero para a Marinha Real Britânica e em 1959 obteve uma licença de voo particular. Após 44 anos como piloto, ele se aposentou em agosto de 1997 com 5.986 horas gastas em 59 aeronaves diferentes. Em abril de 2014, uma antiga filmagem britânica de Pathé de 1962 foi redescoberta mostrando Filipe em uma turnê de dois meses pela América do Sul. Sentado ao lado de Filipe nos controles do avião que ele pilotava estava seu copiloto, capitão Peter Middleton, avô da futura esposa de seu neto Guilherme, a Catherine. Ele fez um voo solo a bordo de um Druine Turbulent, tornando-se o primeiro e até agora único membro da família real a ter voado a bordo de um avião de assento único.
O príncipe também se envolveu em pintura a óleo e foi um colecionador de arte contemporânea, que estão expostos no Palácio de Buckingham, Castelo de Windsor, Sandringham House e Castelo de Balmoral. O artista e crítico de arte inglês Hugh Casson chamou as obras de Filipe de "exatamente como você esperaria… Completamente direto, sem frescuras. Cores fortes, pinceladas vigorosas". De 1952 a 2011, o Duque de Edimburgo também foi patrono da Royal Society of Arts.Ele era "fascinado" por caricaturas sobre a monarquia e a família real e era um patrono do The Cartoon Museum.
No que diz respeito à religião, na velhice ele redescobriu o encanto de sua fé original, o ortodoxo grego. Ele pertencia à Maçonaria e foi membro da Navy Lodge nº 2 612, na qual foi iniciado em 5 de dezembro de 1952 uma loja maçônica pertencente à United Grand Lodge of England com sede em Londres, que recruta seus membros entre oficiais da Marinha Real Britânica. A entrada de Filipe na Maçonaria foi um passo conturbado: seu tio, Conde Mountbatten da Birmânia, era "ferozmente oposto" esta decisão, mas em qualquer caso mesmo antes de sua morte o sogro de Filipe, o rei Jorge VI, havia deixou claro que seu genro, em suas futuras funções reais, deveria continuar a tradição familiar no patrocínio da maçonaria.

### Personalidade e imagem pública

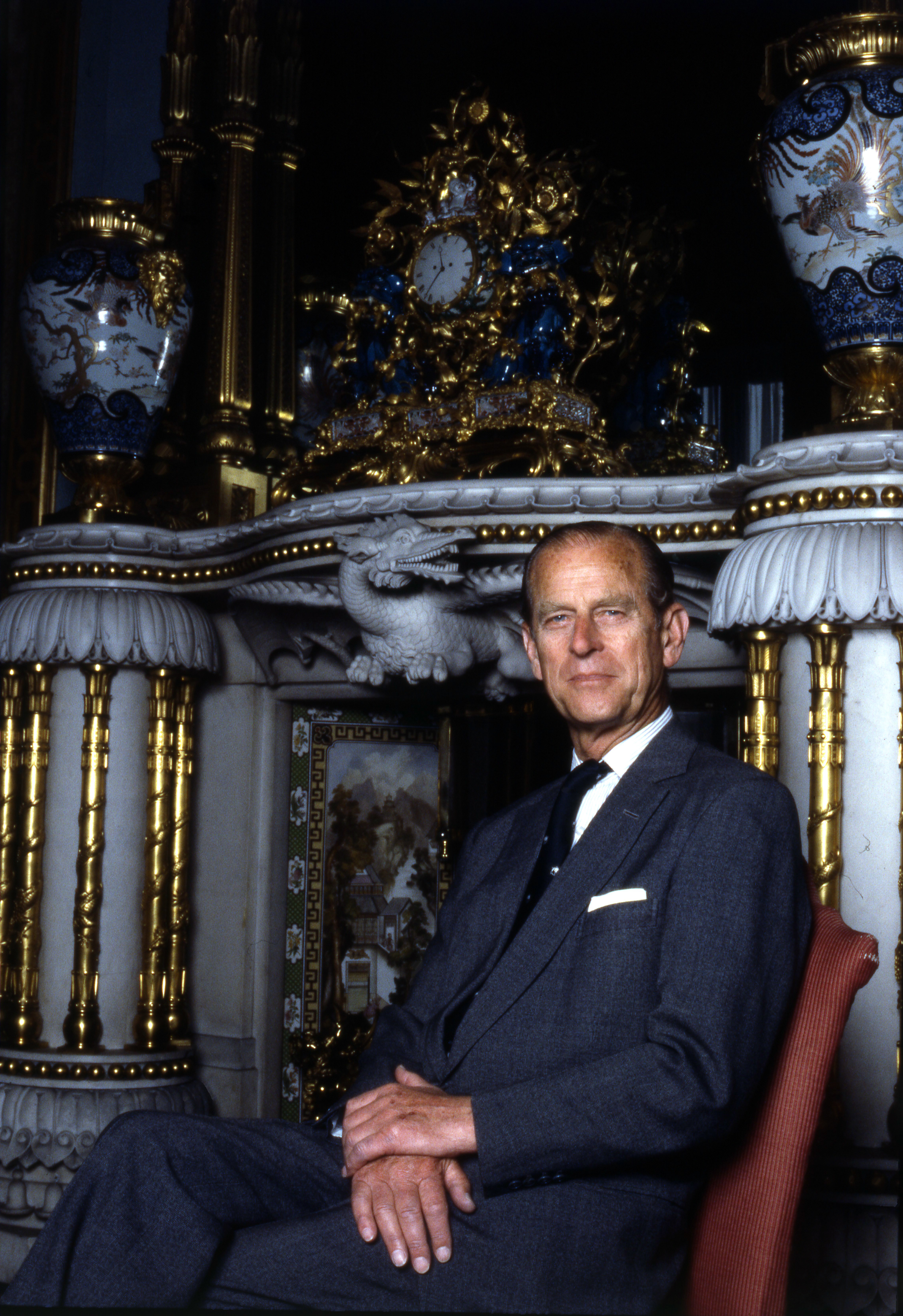
Foto de Filipe em 1992, por Allan Warren

O jeito pé no chão de Filipe foi atestado por um mordomo da Casa Branca, que lembrou que, em uma visita em 1976, Filipe envolveu ele e um colega mordomo em uma conversa e serviu-lhes bebidas. Também como uma reputação de franqueza e fala franca, Filipe era conhecido por ocasionalmente fazer observações e piadas que foram interpretadas como engraçadas ou como gafes: desajeitadas, politicamente incorretas ou até ofensivas, mas às vezes percebidas como estereotipadas de alguém de sua idade e antecedentes Em um discurso ao Conselho Geral de Odontologia em 1960, ele cunhou jocosamente uma nova palavra para seus erros: "Dontopedalogia é a ciência de abrir a boca e colocar o pé nela, uma ciência que pratico há muitos anos". Mais tarde na vida, ele sugeriu que seus comentários podem ter contribuído para a percepção de que ele era "um velho rabugento".
Durante uma visita de Estado à China em 1986, em uma conversa privada com estudantes de inglês na Universidade do Noroeste em Xi'an, Filipe disse: "Se você ficar aqui por muito tempo, você terá olhos em forma de amêndoa!". A imprensa britânica relatou este comentário como parcialmente visto como racismo, mas as autoridades chinesas não mencionaram o incidente e seu comentário não teve efeito nas relações sino-britânicas. Em 2011, o historiador David Starkey o chamou de "Victor Meldrew". Em 1999, alguns jornais britânicos acusaram Filipe de insultar crianças surdas-mudas em um show pop no País de Gales dizendo: "Não me surpreende que tenha ficado surdo ouvindo essas coisas." Filipe escreveu mais tarde a este respeito: "A história é em grande parte uma invenção. Minha própria mãe era muito surda na vida e eu fui patrono do Instituto Nacional Real para Surdos por anos, então não posso pensar que é um insulto." Quando o príncipe e a rainha se encontraram com Stephen Menary, um cadete do exército cego pela explosão de uma bomba do IRA, eles ficaram maravilhados com o progresso que ele estava fazendo na recuperação parcial de sua visão, mas Filipe disse: "Não está muito bem, a julgar pela gravata que ele está usando". Menary mais tarde declarou: "Eu acho que ele estava apenas tentando levantar a moral da situação. Eu não vi isso como uma ofensa".

## Títulos, honras e brasões

Monograma real de Filipe

### Títulos e estilos
- 10 de junho de 1921 – 28 de fevereiro de 1947: Sua Alteza Real, o Príncipe Filipe da Grécia e Dinamarca
- 28 de fevereiro de 1947 – 19 de novembro de 1947: Tenente Filipe Mountbatten
- 19 de novembro de 1947 – 20 de novembro de 1947: Sua Alteza Real, Sir Filipe Mountbatten[33]
- 20 de novembro de 1947 – 22 de fevereiro de 1957: Sua Alteza Real, o Duque de Edimburgo[33]
- 22 de fevereiro de 1957 – 9 de abril de 2021: Sua Alteza Real, o Príncipe Filipe, Duque de Edimburgo"[76]

Filipe já recebeu e manteve diversos títulos durante sua vida. Ele nasceu com o título e estilo de um príncipe da Grécia e Dinamarca, porém abandonou este antes de seu casamento e, logo em seguida, foi criado um duque britânico, dentre outros títulos. Entretanto, foi apenas em 1957, através de cartas-patentes emitidas pela rainha, que ele novamente recebeu o título de príncipe, desta vez do Reino Unido.
Ao conversar com Filipe ou com qualquer outro membro homem da família real, com exceção do soberano, a prática e regras da etiqueta ditam que deve-se primeiro chamá-lo de "Sua Alteza Real" e, em diante, de "Senhor".

### Honras
O príncipe foi nomeado um cavaleiro da Ordem da Jarreteira pelo rei Jorge VI em 19 de novembro de 1947, um dia antes de seu casamento. Desde então, ele já recebeu 17 nomeações e condecorações diferentes na Commonwealth e outras 48 de países estrangeiros. Além disso, os habitantes da ilha de Tanna em Vanuatu veneram Filipe como um deus; os ilhéus possuem diversos retratos do duque, alguns enviados pelo próprio e realizam banquetes em sua homenagem no dia de seu aniversário.
Quando Isabel II ascendeu ao trono em 1952, Filipe foi nomeado almirante do Corpo de Cadetes Marinhos, coronel chefe da Força de Cadetes do Exército e comodoro chefe do ar do Corpo de Treinamento Aéreo. No ano seguinte, ele foi nomeado às posições equivalentes no Canadá, também sendo feito almirante da frota da Marinha Real, capitão-general dos Fuzileiros Reais, marechal de campo do Exército Britânico e marechal da Força Aérea Real. Outras nomeações militares ocorreram posteriormente na Austrália e Nova Zelândia. Filipe foi nomeado pela rainha em 2011 para a posição de Lorde Grande Almirante da Marinha Real, a mais alta patente da organização, como um presente para celebrar seus noventa anos de idade.
Em Portugal, foi condecorado por quatro vezes. Em 1955 com a Grã-Cruz da Ordem Militar da Torre e Espada, do Valor, Lealdade e Mérito, em 1973 com o Grande-Colar da Ordem do Infante D. Henrique, em 1979 com a Grã-Cruz da Ordem Militar de Avis e em 1993 com a Grã-Cruz da Ordem Militar de Cristo.

### Brasões
Ao se casar com Isabel II em 1947, Filipe recebeu do rei Jorge VI o direito de portar seu próprio brasão de armas. Ele consistia no real brasão de armas da Grécia encimado por um escudo interior contendo o real brasão de armas da Dinamarca. No primeiro quartel estava o brasão de sua bisavó materna a princesa Alice do Reino Unido, que consistia no brasão real de armas do Reino Unido diferenciado por um lambel argento de três pés, com o pé central possuindo uma flor goles e os laterais um erminho. O escudo era envolto pelo colar da Ordem da Jarreteira e encimado por uma coroa de príncipe de cruzes pattée e flores-de-lis, estando acima dela um elmo affronte e um timbre formado por um coronel or de duque, do qual saiam cinco plumas alternadamente sable e argento. Os suportes eram uma figura de Hércules proper no lado dexter e um leão queue fourche ducalmente coroado or, empanturrado por uma coroa naval azure. Seu lema é "God is My Help" (Deus é meu auxílio).
Seu brasão foi alterado em 1949 por ser considerado "insatisfatório". Ele passou a ser esquartelado: I or, semée de corações goles, três leões passant em pala (pela Dinamarca); II azure, uma cruz argento (pela Grécia); III argento, duas paletas sable (por Batemberga/Mountbatten); IV argento, uma rocha proper, acima um castelo de pedra sable de três torres, com janelas, portão, bandeiras e palhetas goles (por Edimburgo). Os suportes, coroa, elmo, timbre e lema permaneceram inalterados.
| Brasão de Filipe entre 1947 até 1949 | Brasão de Filipe desde 1949 a 2021 |

## Descendência
| Imagem                 | Nome                        | Nascimento              | Casamento                                              | Casamento        | Filhos                                                 |
| Imagem                 | Nome                        | Nascimento              | Data                                                   | Cônjuge          | Filhos                                                 |
| ---------------------- | --------------------------- | ----------------------- | ------------------------------------------------------ | ---------------- | ------------------------------------------------------ |
|                        | Carlos III do Reino Unido   | 14 de novembro de 1948  | 29 de julho de 1981 Divórcio em 28 de agosto de 1996   | Diana Spencer    | Guilherme, Príncipe de Gales Henrique, Duque de Sussex |
| 9 de abril de 2005     | Carlos III do Reino Unido   | 14 de novembro de 1948  | Camila Shand                                           |                  |                                                        |
|                        | Ana, Princesa Real          | 15 de agosto de 1950    | 14 de novembro de 1973 Divórcio em 28 de abril de 1992 | Mark Phillips    | Peter Phillips Zara Phillips                           |
| 12 de dezembro de 1992 | Ana, Princesa Real          | 15 de agosto de 1950    | Timothy Laurence                                       |                  |                                                        |
|                        | André, Duque de Iorque      | 19 de fevereiro de 1960 | 23 de julho de 1986 Divórcio em 30 de maio de 1996     | Sara Ferguson    | Beatriz de Iorque Eugênia de Iorque                    |
|                        | Eduardo, Duque de Edimburgo | 10 de março de 1964     | 19 de junho de 1999                                    | Sofia Rhys-Jones | Luísa Windsor Jaime, Conde de Wessex                   |